# 常州国际学校

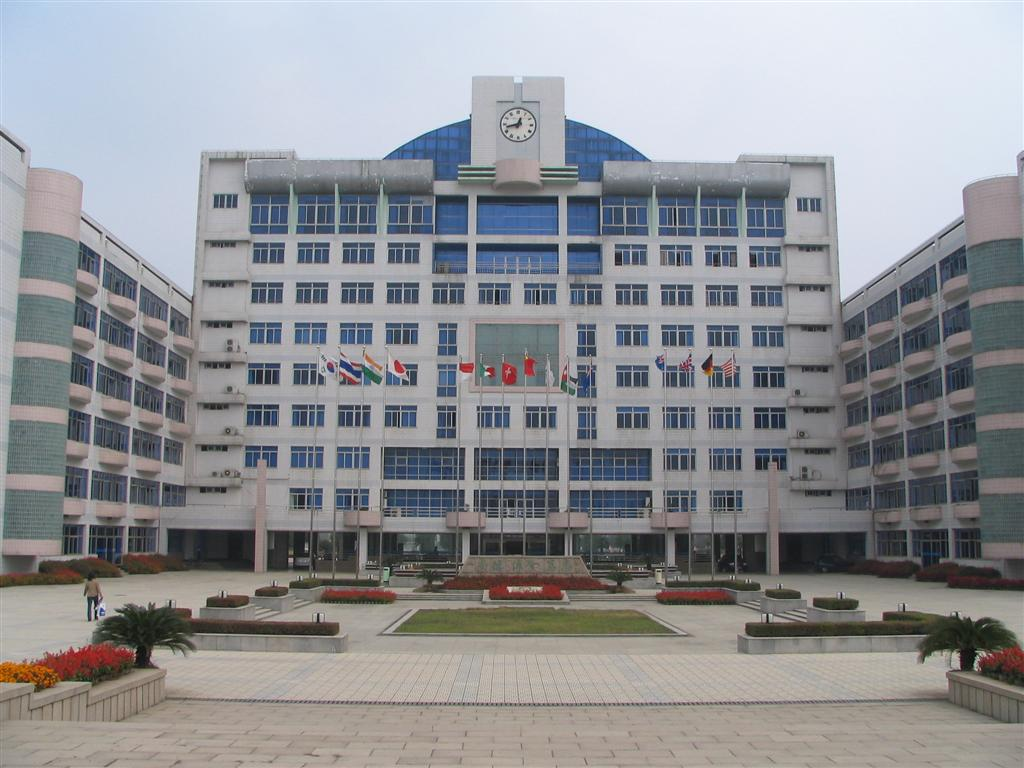
常州国际学校

常州国际学校（英語：Changzhou International School）位于江苏省常州新北区的私立制学校。这所学校有来自中国以及外国的一千名学生。

## 历史
常州国际学校成立于1997年，是在常州新北区政府的管理下的教育机构。这所学校早期投入资金是一亿九千万人民币。

## 地理位置
这所学校在新北区建地面积为12.6公顷，离常州市区大约10公里向南。

## 教育
学校主要分为5个区域，分别是幼儿园，小学部，初中部，高中部以及国际部。学校里，一千以下的学生注册了普通部门，超过150的学生注册了国际部，他们分别来自韩国，印度，印度尼西亚，泰国，约旦，意大利，德国和越南。学校为了大量的国际学生同样也聘用了超过十个不同国家的老师。
常州国际学校的主要课程包括中文，英文，数学，政治，地理，科学，书法，艺术，舞蹈，音乐和社会学。